# Seton Lloyd
Seton Howard Frederick Lloyd (Birmingham, 30 maggio 1902 – Faringdon, 7 gennaio 1996) è stato un archeologo britannico.

## Biografia
Lloyd è stato presidente del British School of Archaeology in Iraq, direttore e poi presidente del British Institute of Archaeology ad Ankara, professore dell'Western Asiatic Archaeology presso l'Istituto di Archeologia, Università di Londra.
| Controllo di autorità | VIAF (EN) 7452222 · ISNI (EN) 0000 0001 2319 7908 · SBN RAVV018305 · ULAN (EN) 500212784 · LCCN (EN) n50050620 · GND (DE) 124671977 · BNF (FR) cb12282970k (data) · J9U (EN, HE) 987007264638105171 · NDL (EN, JA) 00620032 |